# Anas laysanensis
El ánade de Laysán (Anas laysanensis) es una especie de ave de la familia Anatidae endémica de las islas de Hawái y en grave peligro.